# J'épouse mon mari
Pour plus de détails, voir Fiche technique et Distribution.
J'épouse mon mari (Grounds for Marriage) est un film américain en noir et blanc réalisé par Robert Z. Leonard, sorti en 1951.

## Synopsis
Le docteur Lincoln Bartlett était autrefois marié à la chanteuse d'opéra Ina Massine. Après que la passion se soit évanouie, ils se sont séparés. Cependant, ils se rendent vite compte qu'ils ne peuvent plus vivre l'un sans l'autre.

## Fiche technique
- Titre original : Grounds for Marriage
- Titre français : J'épouse mon mari
- Réalisation : Robert Z. Leonard
- Scénario : Laura Kerr, Allen Rivkin et Samuel Marx
- Direction artistique : Cedric Gibbons et Paul Groesse
- Photographie : John Alton
- Musique : Bronislau Kaper
- Montage : Fredrick Y. Smith
- Producteur : Samuel Marx
- Société de production : Metro-Goldwyn-Mayer
- Pays de production :  États-Unis
- Langue originale : anglais américain
- Format : noir et blanc — 35 mm — 1,37:1 — son : mono
- Genre : comédie romantique
- Durée : 90 minutes
- Dates de sortie :
  - États-Unis : 19 janvier 1951
  - France : 4 juillet 1952

## Distribution
- Van Johnson : Dr Lincoln I. Bartlett
- Kathryn Grayson : Ina Massine
- Paula Raymond : Agnes Oglethorpe Young
- Barry Sullivan : Chris Bartlett
- Reginald Owen : Dely Delacorte
- Lewis Stone : Dr Carleton Radwin Young
- Richard Hageman : Dr Engelstaat
- Richard Anderson : Tommy
- Theresa Harris : Stella
- Torben Meyer : Donovan
- Victor Sen Yung : Oscar
- Firehouse Five Plus Two : eux-mêmes